# میرآباد (درمیان)
میرآباد روستایی است در دهستان قهستان از توابع بخش قهستان، واقع در شهرستان درمیان استان خراسان جنوبی که بر اساس سرشماری عمومی نفوس و مسکن در سال ۱۳۹۵ مرکز آمار ایران جمعیت این روستا ۲۲ نفر (در ۷ خانوار) بوده است.